# Вахрушев, Михаил Николаевич
Михаил Николаевич Вахрушев (1865—1934) — начальник штаба Северного фронта Русской армии (1917), генерал-лейтенант. Участник Белого движения на Юге России, начальник штаба войск Киевской области ВСЮР.

## Биография
Из потомственных дворян Тульской губернии. Сын штабс-капитана Николая Николаевича Вахрушева (р. 1834). Внук поручика Николая Елисеевича Вахрушева (1785—1862), отличившегося в Бородинском сражении.
Окончил Орловский Бахтина кадетский корпус (1882) и 3-е военное Александровское училище (1884), откуда выпущен был подпоручиком в 101-й пехотный Пермский полк. Был командиром 1-й роты названного полка (1895—1899).
Произведен в капитаны 15 апреля 1898 года. В 1900 году окончил Николаевскую академию Генерального штаба по 1-му разряду. 26 ноября 1900 года переведен в Генеральный штаб с назначением старшим адъютантом штаба 2-го армейского корпуса. В 1901—1903 годах был начальником строевого отдела штаба Либавской крепости. Произведен в подполковники 6 декабря 1901 года. Цензовое командование батальоном отбывал в 101-м пехотном Пермском полку (1902). В 1903—1904 годах состоял штаб-офицером для особых поручений при штабе 2-го армейского корпуса.
С началом русско-японской войны, 31 декабря 1914 года назначен старшим адъютантом управления генерал-квартирмейстера 1-й Маньчжурской армии. 24 августа 1905 года назначен штаб-офицером для делопроизводства и поручений управления генерал-квартирмейстера при Главнокомандующем на Дальнем Востоке. За сражение при Ляояне был награждён золотым оружием. 4 ноября 1905 года назначен начальником штаба 28-й пехотной дивизии. Произведен в полковники 6 декабря 1905 года. 10 мая 1906 года назначен начальником штаба 26-й пехотной дивизии.
21 июля 1910 года назначен командиром 101-го пехотного Пермского полка, с которым и вступил в Первую мировую войну. Участвовал в походе в Восточную Пруссию в составе 1-й армии генерала Ренненкампфа. Был ранен 27 августа 1914 года в бою у деревни Поссесерн, после чего эвакуирован в тыл. 14 декабря 1914 года назначен исправляющим должность начальника штаба 2-го Сибирского армейского корпуса, а 6 января 1915 года произведен в генерал-майоры «за отличие по службе», с утверждением в должности. 30 августа 1916 года назначен генерал-квартирмейстером штаба 5-й армии, а 1 января 1917 года — и. д. начальника штаба той же армии. 14 мая 1917 года назначен начальником штаба Северного фронта при командующем генерале Драгомирове. 16 августа 1917 года произведен в генерал-лейтенанты. 19 сентября 1917 года отчислен от должности с назначением в резерв чинов при штабе Двинского военного округа.
В 1918 году прибыл в Добровольческую армию по вызову генерала Алексеева, 18 октября того же года был назначен генералом для поручений при помощнике Главнокомандующего Добровольческой армией. 17 сентября 1919 года назначен начальником штаба войск Киевской области ВСЮР, в каковой должности пробыл до октября. С 25 ноября 1919 года состоял в резерве чинов при штабе войск Киевской области, с 8 декабря того же года — в резерве чинов при штабе войск Новороссийской области. В 1920 году эвакуировался из Новороссийска в Константинополь на корабле «Константин». На май 1920 года — в Югославии.
В эмиграции в Югославии, жил в Сараеве. Служил в югославянской Державной комиссии. Состоял членом Общества офицеров Генерального штаба и почетным председателем Сараевского общества офицеров, избирался членом суда чести генералов при Совете объединенных офицерских обществ. Был председателем сараевской русской колонии, организовал кассу взаимопомощи. Скончался в 1934 году. Похоронен на Новом кладбище Белграда.
Был женат, имел троих детей, среди которых: Андрей (1895—1941), штабс-ротмистр 5-го гусарского Александрийского полка, георгиевский кавалер, первопоходник.

## Награды
- Орден Святого Станислава 3-й ст. (ВП 11.02.1896)
- Орден Святой Анны 3-й ст. (1899)
- Орден Святого Станислава 2-й ст. (ВП 8.08.1904)
- Орден Святой Анны 2-й ст. с мечами (ВП 19.03.1905)
- Орден Святого Владимира 4-й ст. с мечами и бантом (ВП 13.05.1905)
- Золотое оружие «За храбрость» (ВП 5.12.1905)
- мечи и бант к ордену Св. Станислава 3-й ст. (1907)
- Орден Святого Владимира 3-й ст. (ВП 25.03.1910)
- мечи к ордену Св. Владимира 3-й ст. (ВП 05.03.1915)
- Орден Святого Станислава 1-й ст. с мечами (ВП 16.05.1915)
- Орден Святой Анны 1-й ст. с мечами (ВП 18.05.1915)
- Орден Святого Владимира 2-й ст. с мечами (ПАФ 10.06.1917)